# Stefan Balicki
Stefan Balicki, mit Pseudonym Raptus (* 17. Mai 1899 in Tschukwa bei Sambor; † 29. März 1943 in Posen), war ein polnischer Schriftsteller und Satiriker.

## Leben
Balicki absolvierte 1917 das Gymnasium in Sambor und studierte anschließend an der Theologischen Fakultät der Lemberger Universität. Ab 1919 diente er als Sanitäter in der polnischen Armee und nahm am Polnisch-Sowjetischen Krieg teil. An der Universität Posen nahm er 1921 ein Studium der Polonistik auf, wo er 1925 den Magister erwarb. Nach dem Bestehen des Staatsexamens 1925 unterrichtete er bis 1939 an einer Privatschule in Posen. Daneben redigierte er 1926 die Zeitschrift Nowe Wici und gehörte von 1927 bis 1928 der literarischen Gruppe Loża an.  Zudem publizierte er in den Zeitungen Tęczy, Gazeta Polska und Dziennik Poznański und trat in Posener Kabaretts Różowa Kukuła und Klub Szyderców auf. Mit Jerzy Gerżabki gründete er 1935 das politische Kleintheater Balger. Nach Beginn des Zweiten Weltkrieges arbeitete er kurzzeitig als Straßenarbeiter in Wiry und dann in der Baufirma Holzmann in Posen. Daneben beteiligte er sich an Untergrundaktivitäten der Posener Zelle des Związek Odwetu unter der Leitung von Franciszek Witaszek und wurde nach seiner Festnahme am 2. März 1943 zuerst im Fort VII in Posen und dann im Dom Żołnierza inhaftiert. Während seiner Haft nahm er sich am 29. März 1943 das Leben.

## Werke
- Dziewiąta fala. Powieść morska, 1930
- Mali ludzie. Powieść, In: Kurier Poznański, 1932–1933
- Statysta. Powieść, In: Dziennik Poznański, 1933–1934
- Chłopcy. Szkice z życia szkoły, 1933
- Andrzej Sołczan uśmiecha się…, Nowela, 1934
- Ludzie na zakręcie. Powiesć, 1937
- Bolesław Prus (Aleksander Głowacki), Lalka, 1938
- Czerw. Poweieść, 1938
- Dom wróżki. Powieść, In: Dziennik Poznański, 1939; Buchausgabe 1961
- Władysław Reymont, Chłopi, 1939
- Manekin i tancerka. Opowiadania, 1962